# Comiket
Comiket (コミケット, Komiketto), também conhecido como Comic Market (コミックマーケット, Komikku Māketto, lit. mercado de histórias em quadrinhos), é a maior feira de dōjinshi do mundo, que acontece duas vezes por ano em Tóquio, Japão. A primeira edição da Comiket aconteceu em 21 de Dezembro de 1975 e contou com a presença de 32 círculos participantes e cerca de 600 visitantes. Atualmente o número de visitantes chega a ultrapassar a faixa de meio milhão de pessoas.
A base do evento são esforços DIY para vender dōjinshi, revistas japonesas autopublicadas.   Como os itens vendidos na Comiket são considerados muito raros (já que dōjinshis raramente são reimpressos), alguns podem ser encontrados na internet sendo vendidos a preços muito maiores do que o preço original. A continuidade do funcionamento do Comiket é de responsabilidade do Comic Market Preparatory Committee (ComiketPC).
Muitos dos mangakás amadores formam grupos ou "círculos" de fãs e publicam dōjinshis para mostrar seu trabalho a outros fãs. Alguns desses artistas alcançam altos níveis de popularidade a ponto de entrar no mercado comercial e atrair uma empresa. Assim, mangakás como Rumiko Takahashi e o grupo CLAMP começaram desenhando dōjinshi que elas expuseram na Comiket. Alguns mangakás publicam dōjinshi na Comiket depois de entrar no mundo profissional, pelo amor à arte e à liberdade de expressão que muitas vezes não encontram em seus trabalhos comerciais. Na Comiket, há tendências que serão refletidas mais tarde no mangá e no anime comercial.
Comiket teve origens humildes com 30 posições e um público de 700 ou 800 pessoas, mas agora o número de grupos ou círculos ascende a 35.000, e durante três dias por edição 550.000 pessoas vão (2007 até o verão). Esses números continuam mostrando uma tendência ascendente. Nos últimos anos, as técnicas de impressão melhoraram muito: não são mais páginas impressas com uma Xerox e acompanhadas por um grampo, mas você já pode ver revistas coloridas.
Na Comiket, também é comum a presença de cosplays.

## História

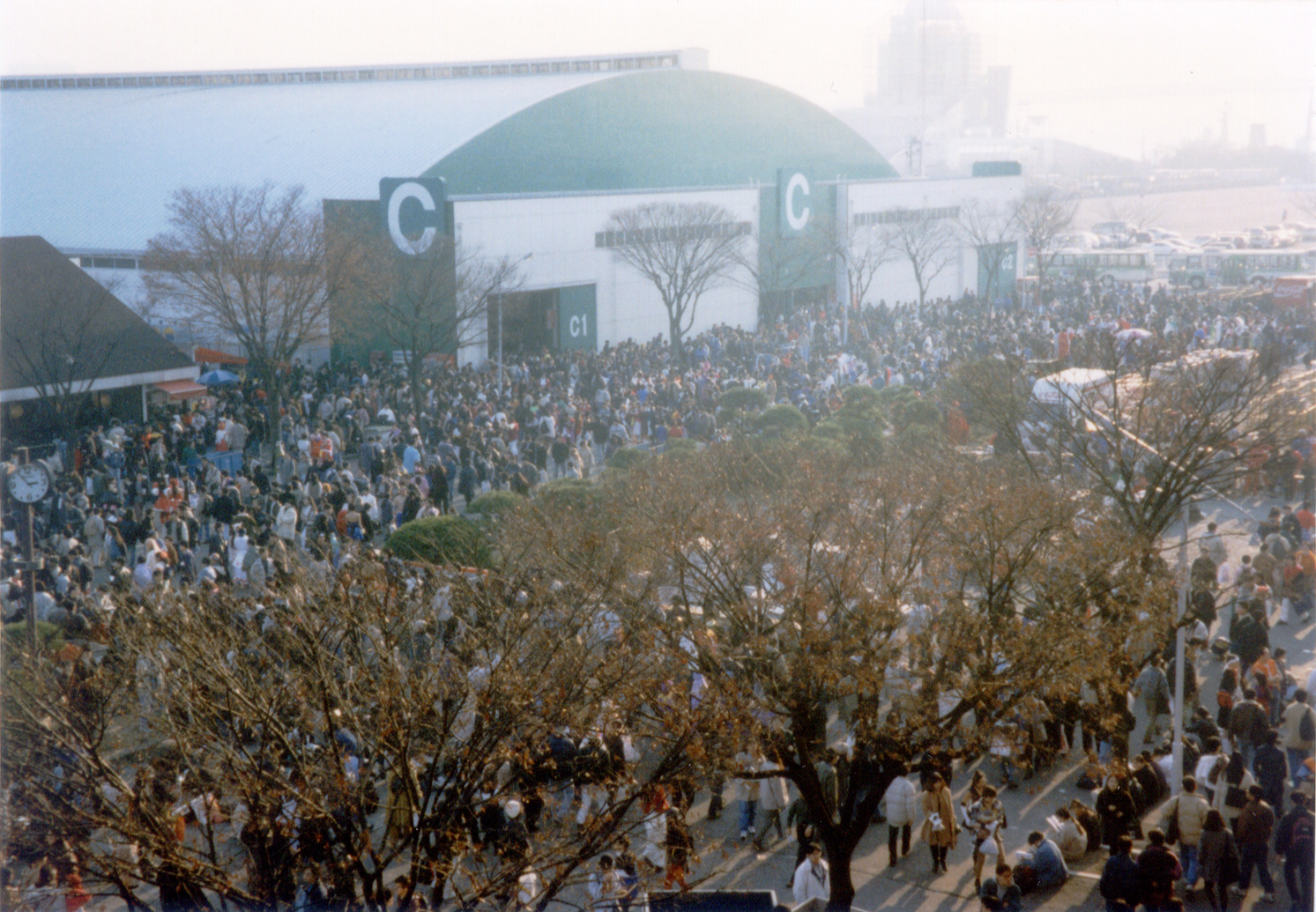
Multidões no Comiket 49, realizado em dezembro de 1995 no Harumi Fairgrounds

O Comiket foi fundada em 1975 por Yoshihiro Yonezawa e um círculo de amigos, incluindo Teruo Harada e Jun Aniwa enquanto estudavam na Universidade de Meiji. O primeiro Comiket foi organizado em meio a um período de imensa mudança e agitação para o mangá como um meio, caracterizado pelo fechamento da revista experimental de mangá COM e pela ascensão do Grupo do Ano 24. Um incidente de 1975, no qual um criador de dōjin que queria participar da Nihon SF Taikai foi recusado, após criticar o foco da convenção em convidados profissionais e não criadores de dōjin, tornou-se um catalisador para a fundação do Comiket como convenção de fãs. À medida que o Comiket crescia, um sistema de loteria para alocar espaço para exposições foi implementado em 1979, quando o número de pedidos de círculos começou a superar o espaço disponível. Em 1981, o evento mudou-se para o Harumi Fairgrounds e começou a publicar um catálogo de eventos em 1982. O Comiket mudava de local com frequência ao longo dos anos 80 e 90, pois a economia da bolha japonesa levava a um aumento nas feiras que dificultavam a segurança. um local consistente. Os assassinatos de Tsutomu Miyazaki e o pânico moral subsequente contra o otaku levariam a dificuldades adicionais na capacidade da Comiket de garantir um local. O Tokyo Big Sight recebeu o Comiket pela primeira vez em 1996 e continua sendo o principal local da convenção.
Em 2012, ameaças anônimas feitas contra círculos que criam trabalhos relacionados ao basquete de Kuroko levaram o Comiket a proibir a venda de todos os itens relacionados à Kuroko no Basket no Comiket 85. Os organizadores reembolsaram as taxas de inscrição dos cerca de 900 círculos que produzem itens de Kuroko no Basket, resultando em uma perda para o Comiket de aproximadamente 10 milhões de ienes. Em 2015, o ComiketPC organizou um evento especial especificamente focado em doujinshi relacionado à série. Apelidado carinhosamente de "Kuroket", o evento recebeu cerca de 2.400 círculos, produzindo itens de Kuroko no Basket.
Em agosto de 2018, a ComiketPC anunciou horários modificados para as Comikets 96, 97 e 98 devido aos Jogos Olímpicos de Verão de 2020. Quando a ala leste da Big Sight fechou em 2019 para reformas antes das Olimpíadas, os estandes corporativos de C96 e C97 foram transferidos para o Aomi Exhibition Hall, e os dois eventos se expandiram para quatro dias de programação. A admissão em ambos os eventos exigiu a compra de uma pulseira - a primeira vez na história da Comiket não foi gratuita - para compensar o custo da execução do evento em quatro dias e diminuir a presença à luz do espaço menor do local do evento. As pulseiras dos quatro dias foram incluídas na compra de um catálogo de eventos impressos, enquanto as pulseiras individuais de cada dia estavam disponíveis para compra na Big Sight no dia do evento. A C98 em 2020 estava programada para ser transferida para a Semana Dourada em maio, a fim de não entrar em conflito com as Olimpíadas de agosto. Em 27 de março de 2020, a ComiketPC anunciou que o C98 havia sido cancelado devido à pandemia da COVID-19, tornando-o a primeira vez que um evento do Comiket foi cancelado.

### Hora, data e local

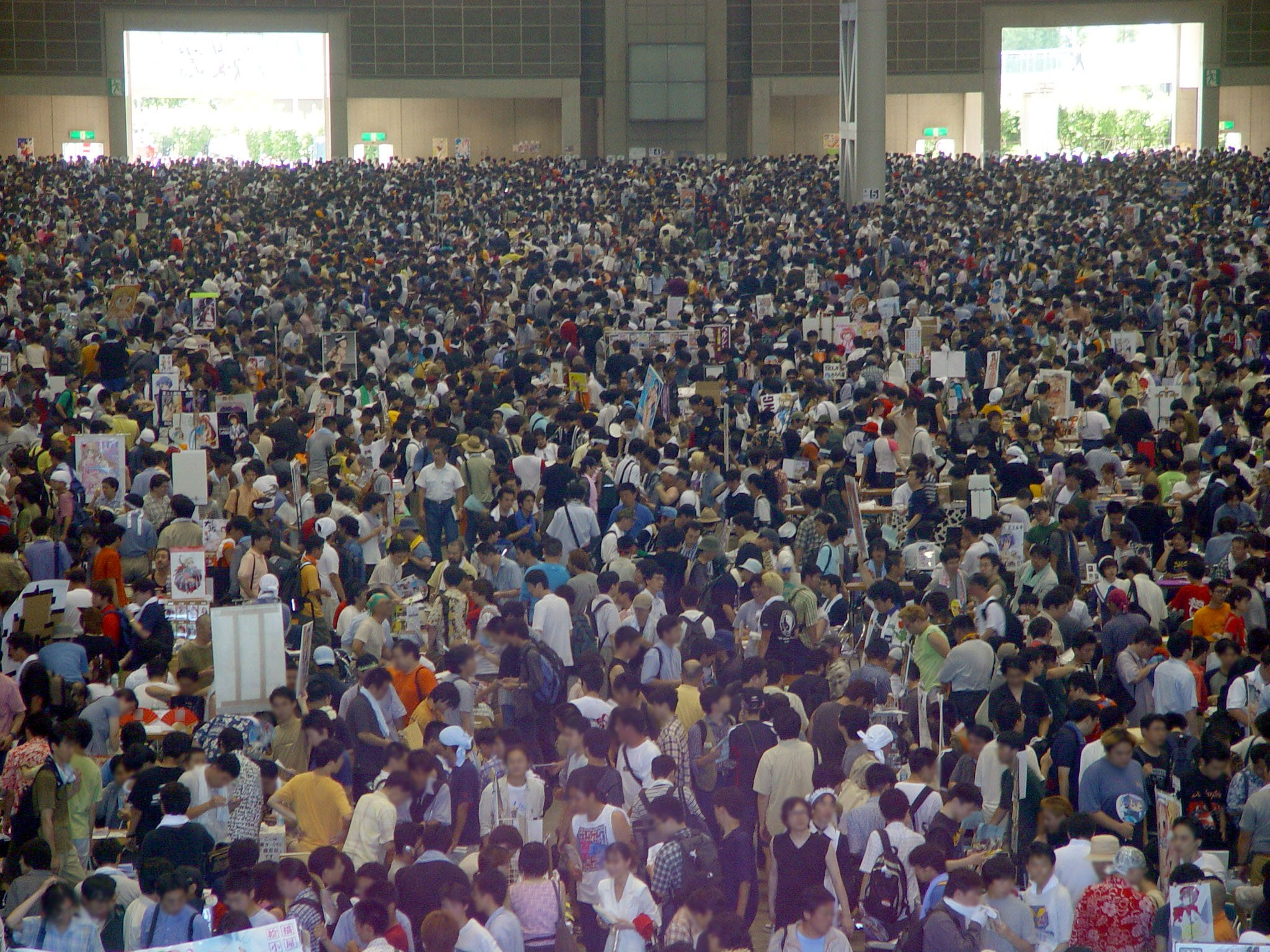
Público na Comiket 62

O Comic Market é realizado duas vezes por ano; uma vez em agosto e uma vez em dezembro. Estes são normalmente referidos como NatsuComi (夏コミ, Natsukomi) e FuyuComi (冬コミFuyukomi) (contrações das Verão e Inverno com Comiket), respectivamente. O NatsuComi tem duração de três dias e geralmente acontece no fim de semana em torno de 15 de agosto. O FuyuComi dura de dois a três dias e é realizado entre 28 e 31 de dezembro. O local atual da convenção é o centro de convenções Tokyo Big Sight, perto de Ariake. Odaiba, Kōtō, Tóquio. A maior parte da convenção ocorre das 10h às 16h, embora os estandes da empresa funcionem até às 17h. No último dia da convenção, os estandes da empresa e a Cosplay Square fecham uma hora antes, às 16h. e 3 da tarde respectivamente. Devido à popularidade do evento, o site oficial da Comic Market recomenda que os participantes da primeira vez cheguem à tarde para evitar ter que esperar na fila. Aqueles que chegam às 10 da manhã podem esperar na fila por cerca de uma hora antes de poderem entrar. Os participantes que chegam no primeiro trem podem esperar cerca de cinco horas antes de entrarem, aproximadamente, às 10h ou 10h30 da manhã.